# Argumentum ad novitatem
Das Argumentum ad novitatem (lat. für: "Argument für Neuheit") bezeichnet ein Scheinargument, bei welchem eine These als richtig dargestellt wird, nur weil sie neu und / oder moderner ist. Bei einem Vergleich zwischen Status quo und Neuheit ist ein Argumentum ad novitatem allein für sich genommen kein hinreichendes Argument für dessen Richtigkeit. Auch 'das Neue' muss auf seine Richtigkeit hin überprüft werden und löst 'das Alte' nicht automatisch ab.
Dieser Fehlschluss kann zwei Formen annehmen:
1. Überschätzung des Neuen und Modernen, wobei voreilig und ohne Überprüfung der Schluss gezogen wird, dass dies der beste Fall sei.
2. Unterschätzung des Status quo, wobei voreilig und ohne Überprüfung der Schluss gezogen wird, dass dies der schlechteste Fall sei.

Das Gegenstück zu Argumentum ad novitatem ist das Traditionsargument.

## Form
Ein solches Argument hat die folgende Form:
1. Die neuste Theorie ist X.
2. Y hingegen ist alt.
3. Daher ist Y falsch und X richtig.[1]

## Beispiele
- "Diese Abteilung wird profitabler, da sie neu strukturiert wurde."
- "Wenn du deine Software auf die neuste Version upgradest wird dein System zuverlässiger."
- "Wegen Partei X sind die Dinge schlecht, daher wird durch Partei B alles besser"